# ナスダック・コペンハーゲン
ナスダック・コペンハーゲン（Nasdaq Copenhagen）は、デンマーク・コペンハーゲンにある証券取引所。証券およびデリバティブを取り扱っている。現在はNasdaq Inc.の一部門であるNasdaq Copenhagen A/Sが運営しており、北欧4カ国の証券取引所運営ブランドNasdaq Nordicの一つとなっている。

## 沿革

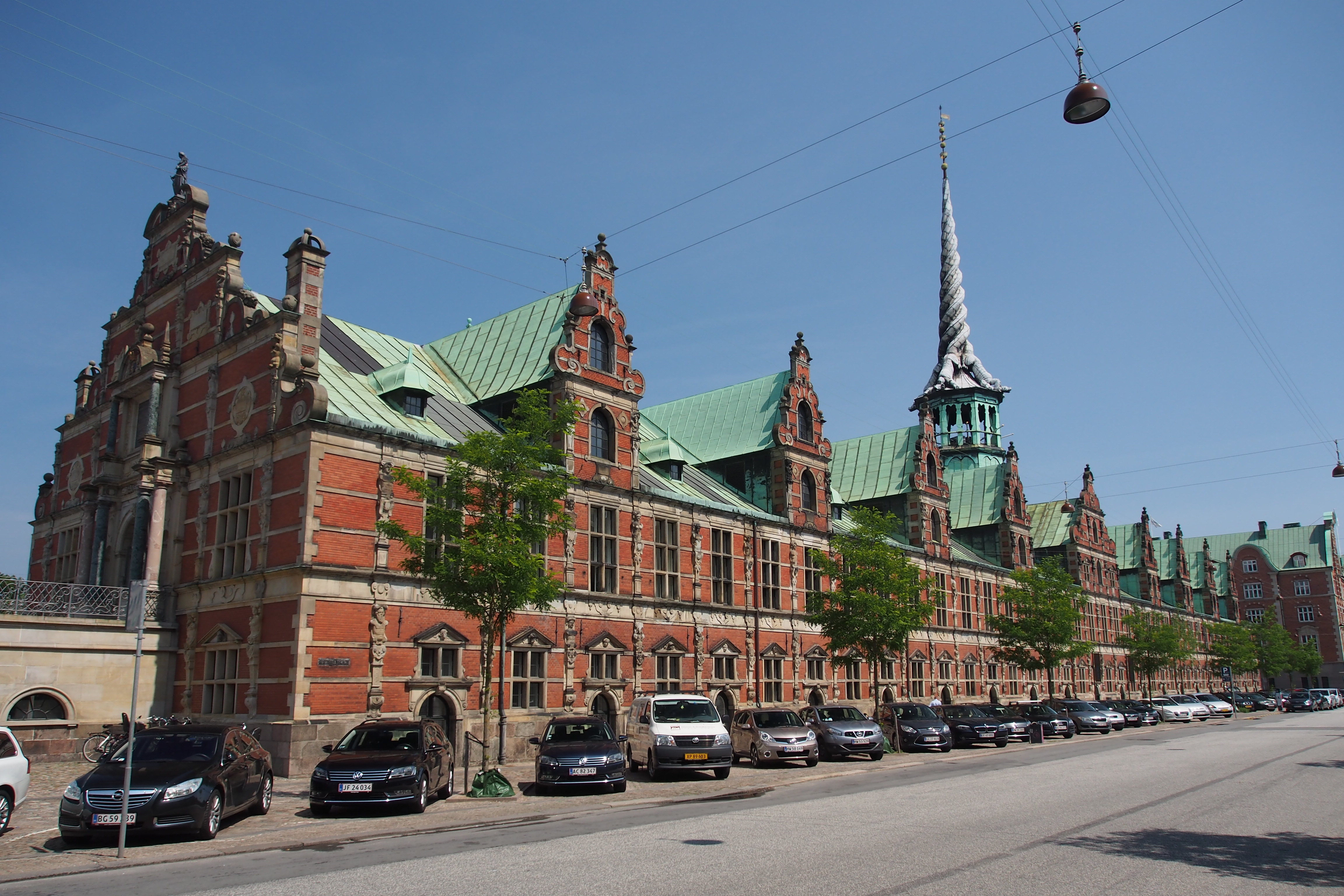
Børsenと呼ばれる旧コペンハーゲン証券取引所の建物

コペンハーゲンの証券取引所のルーツは、重商主義時代にあって海外交易の重要性を認識したクリスチャン4世の政策により、1625年に開設された商品取引所にある。その後建物は戦争資金の捻出のために一時的に抵当に出されたが、増築は1883年まで続けられた。組織化された近代的な取引所としての機能は1808年に始まり、1840年代にオークション方式の取引が始まった。1918年に無政府主義者による襲撃事件があった。
第二次世界大戦後の取引量の増加を受けて手狭となったため、1974年にニコライ広場（Nikolaj Plads）そばの現在地に移転した。1996年に証券取引所の法人化および民営化を実施、2005年1月以降、海外の取引所との経営統合が進み、2008年2月から運営にNasdaq Inc.の資本が入り、2015年7月からはNasdaq, Inc.の100％傘下（法的にはその一部門のNasdaq Copenhagen A/Sが保有）となっている。

## 相場
OMXコペンハーゲン20は、ナスダック・コペンハーゲンで取引されるデンマークのプライム市場の主要20銘柄で構成する時価総額加重平均型の株価指数である。他に、40銘柄で構成される大型株指数のOMX Copenhagen Large Cap Index、中型株指数のOMX Copenhagen Mid Cap Index、全株指数のOMX Copenhagen All-Share Indexなどがある。

## 立会時間
通常の立会時間は土曜・日曜・取引所の定める休みを除き、平日9時から17時00分まで（日本時間：17:00 - 1:00）。

## 所在地
- 住所：Nikolaj Plads 6, 1007, Copenhagen

アクセス
- コペンハーゲン地下鉄　コンゲンス・ニュートー（Kongens Nytorv）駅